# ばね鋼
ばね鋼（ばねこう、英語：spring steels）は、ばねの材料として用いられる鋼の種類。狭義には熱間成形で造られるばね用の鋼を指し、広義には冷間成形で造られるばね用の鋼も含めて指す
。ばね鋼の素材形状は、細長い線材・棒材と平たい板材の2種類に分類される。高炭素鋼、合金鋼、ステンレス鋼がばね鋼として使われる。

## 熱間成形、冷間成形
ばね鋼には、鋼の中でも特に高強度の鋼種が利用される。熱間成形の場合は、材料を高温状態でばね形状に成形して、そのまま焼入れを行い、強度を高める。一方、冷間成形の場合は、常温の材料からばねを成形する。冷間成形では、成形前に材料の強度を必要な強度まで高めておく。冷間成形で事前に材料強度を高める手法としては、焼入れのほか、引抜加工などによって加工硬化させて強度を高めている。

## 線材
冷間成形ばね用の鋼線材としては、硬鋼線、ピアノ線の2つが代表的である。どちらもダイスと呼ばれる金型の穴を通して、直径を小さくさせながら引き抜いて造られる。硬鋼線は針金のような線材とは異なり、炭素を成分として多く含んでいる。日用品の椅子やベッドなどで使用されるばねの材料は硬鋼線であることが多い。

## 板材
薄板ばねに使われるばね鋼は鋼帯と呼ばれ、ピアノ線などと同じく圧延加工によって造られる。圧延方法は冷間圧延で、圧延後そのままばね成形に用いられる種類、圧延後に焼なましが施されてばね成形に用いられる種類、圧延後に焼入れ焼戻しが施されてばね成形に用いられる種類がある。